# Natalia Gavrilița
Natalia Gavrilița (Transnistria, 21 de septiembre de 1977) es una política y economista moldava, que fue primera ministra de Moldavia, cargo que ejerció desde agosto de 2021 hasta el 10 de febrero de 2023, en que dimitió junto a todo su gabinete; anteriormente se desempeñó como ministra de Finanzas de junio a noviembre de 2019 en el gabinete de la primera ministra Maia Sandu.
En enero de 2021, fue nominada por la presidenta Maia Sandu para la posición de primera ministra, sin embargo, no obtuvo la confianza del Parlamento. Gavrilița es partidaria de la identidad moldava.